# Kappa Chamaeleontis
Kappa Chamaeleontis (38 Chamaeleontis) é uma estrela na direção da constelação de Chamaeleon. Possui uma ascensão reta de 12h 04m 46.66s e uma declinação de −76° 31′ 09.0″. Sua magnitude aparente é igual a 5.04. Considerando sua distância de 441 anos-luz em relação à Terra, sua magnitude absoluta é igual a −0.61. Pertence à classe espectral K4III.